# Picea omorika
Picea omorika là một loài thực vật hạt trần trong họ Thông. Loài này được (Pancic) Purk. miêu tả khoa học đầu tiên năm 1877.